# Saihōshi
Saihōshi es una historia de fantasía creada por el estudio español Kôsen, de temática yaoi. En esta obra, ambientada en unos reinos medievales, se mezcla la aventura y el humor con el romance y las relaciones entre los personajes masculinos que componen la historia. Saihōshi se compone de dos partes: la primera se publicó en formato cómic de estilo manga bajo el nombre de Saihōshi, The Guardian.
Esta primera parte fue editada originalmente en los Estados Unidos por Yaoi Press y posteriormente en España fue comercializado por la Editorial Ivrea, que mostró a la obra como una de sus novedades para el Salón del Manga de Barcelona de 2006. Sin embargo, aunque la edición americana fue en 2 tomos, en España se publicó en un único tomo autoconclusivo. También ha sido publicado en Argentina, Italia, Alemania y Polonia.
La segunda parte se titula Saihōshi Redemption' y se publicó en formato novela en la web oficial. Saihōshi Integral, la versión recopilatoria de ambas partes de la historia salió a la venta en mayo de 2013 publicada por la editorial EDT.

## Saihōshi, el guardián

### Argumento
Sastre es el guardián del norte, y es reclamada su ayuda por el Rey de Sarash para salvaguardar la paz de su reino. Las relaciones con el Reino de Tyrsan van de mal en peor y la posibilidad de una guerra es muy alta. Es por ello que se ha llegado a un acuerdo por el que eso se evitaría, casando al príncipe Anel con la princesa Indira de Tyrsan. El problema está en que Anel debe ir a Tyrsan y durante el viaje, la probabilidad de que un grupo de rebeldes que quieren derrocar a la monarquía le ataque es muy alta, siendo un riesgo para su vida.
Anel hará que uno de sus sirvientes, Kaleth se haga pasar por él para extremar las precauciones. Aunque Kaleth repudia a Sastre después de haber hecho esto, conforme avanza la obra, este odio se va transformando en amor.

### Personajes principales
- Sastre: Es el guardián del Norte. Es una persona seria y responsable. También es muy tímido y le avergüenza que se fijen en él. Conforme avanza la aventura, inconscientemente intenta sobreproteger a Kaleth, y acaba enamorándose de él.
- Yinn: Es el Guardián del Este. Contratado por el reino de Tyrsan. Un tipo misterioso al que apodan "El demonio" pues no duda en matar a quien se le interponga en su misión.
- Anel: Es el príncipe de Sarash. Se enamora a primera vista de Sastre y durante la obra demuestra un gran gusto por las relaciones sexuales.
- Kaleth: Es uno de los sirvientes de Anel. Al principio se muestra enojado por la decisión que tomó Anel ordenándole que le suplantara. Kaleth pensó que fue idea de Sastre y durante la mitad del manga se mostró muy seco con él, aunque al final acabó enamorándose.
- Riot: Es un mercenario contratado para matar al príncipe Anel. Antes era compañero de Sastre, pues también era un aspirante a convertirse en Guardián, pero se separaron cuando Sastre fue elegido Guardián en lugar de él. Ahora se le conoce como The Ripper.

## Saihōshi Redemption

### Argumento
Han pasado dos años después de que Sastre decidiera desertar de la Orden de los Guardianes y escaparse junto a Kaleth. Desde entonces, ambos viven aislados en una cabaña en los bosques del este; el territorio de Yinn, el Guardián que les ayudó a que su fuga fuera posible.
Sin embargo, la traición de Sastre ha sido descubierta y, para atrapar a los culpables, la Orden ha mandado a los únicos guerreros capaces de vencer a un Guardián: los temidos Ejecutores.
Ahora, Sastre, Kaleth y Yinn se verán obligados a redimir sus actos en un viaje que desvelara los oscuros secretos de la Orden y pondrá a prueba sus sentimientos.